# Operazione 40
L'operazione 40 fu una unità militare segreta con compiti di guerriglia sponsorizzata dalla Central Intelligence Agency, nei primi anni 1960, ed era attiva negli Stati Uniti, nei Caraibi, tra cui Cuba, l'America Centrale e il Messico.
Venne approvata dal presidente Stati Uniti Dwight D. Eisenhower nel marzo 1960, dopo la Rivoluzione cubana del mese di gennaio 1959, ed è stata presieduta dal Vice Presidente Richard Nixon. Il gruppo comprendeva Frank Sturgis, Felix Rodriguez, un ufficiale della CIA che in seguito è stato coinvolto nella cattura ed esecuzione sommaria di Che Guevara, Luis Posada Carriles.
Tra le attività i membri hanno preso parte, nell'aprile 1961, all'invasione della baia dei Porci diretta contro il governo di Fidel Castro.

## La creazione
In data 11 dicembre 1959, a seguito della Rivoluzione cubana del mese di gennaio 1959, il colonnello JC King, capo della Western Hemisphere Division della CIA, ha inviato un memorandum riservato al direttore della CIA Allen Welsh Dulles, sostenendo che a Cuba esisteva una «...dittatura di estrema sinistra, che, se lasciata rimanere, incoraggia azioni simili contro le aziende degli Stati Uniti in altri paesi dell'America Latina». Come risultato di questo memorandum, Dulles ha istituito un'unità denominata Operazione 40, o "Gruppo dei 40" del Consiglio di sicurezza nazionale. Il gruppo è stato presieduto dall'allora vice presidente Richard M. Nixon e comprendeva l'ammiraglio Arleigh Burke, Livingston T. Merchant del Dipartimento di Stato, Gordon Gray consigliere per la Sicurezza Nazionale e lo stesso Dulles.
Tracy Barnes è stato ufficiale operativo della task force. Ha convocato una riunione il 18 gennaio 1960, nel suo ufficio provvisorio nei pressi del Lincoln Memorial. Tra i partecipanti vi erano David Atlee Phillips, Jacob Esterline, Howard Hunt, e Frank Bender (un alias di Gerry Droller), tutti della CIA. Barnes, Phillips, Esterline, Hunt, David Sanchez Morales e altri, avevano già lavorato insieme nel rovesciamento di Jacobo Arbenz, democraticamente eletto, in un colpo di Stato in Guatemala, nel 1954, organizzato da Allen Welsh Dulles, direttore dalla CIA.
Il 17 marzo 1960, il Presidente Eisenhower firmò una direttiva del Consiglio Nationale di sicurezza, relativa ad un programma segreto d'azione anticubana, che autorizzava la CIA a organizzare, formare e dotare i rifugiati cubani come forza di guerriglia per rovesciare il governo di Fidel Castro. Il gruppo aveva reclutato agenti dei servizi segreti dell'ex Fulgencio Batista e dei seguaci come Eladio del Valle e Rolando Masferrer, soldati di ventura, come Frank Sturgis, e ufficiali della CIA, come il Colonnello William Bishop e David Morales Sanchez, che ha gestito il team di assassini.

## Attività
Nel 4 marzo 1960 fu effettuata un'operazione di sabotaggio contro La Coubre, una nave battente bandiera belga, che esplose nella baia dell'L'Avana. Era carica di armi e munizioni, che erano state inviate alle forze armate di Cuba. Una seconda bomba è stata posta nelle vicinanze e temporizzata per esplodere in seguito. Le esplosioni hanno ucciso 75 persone e oltre 200 sono rimaste ferite. Un membro, Frank Sturgis, avrebbe detto all'autore Mike Canfield: «Questo gruppo di assassini avrebbe ordine, naturalmente, di assassinare sia membri delle forze armate che dei partiti politici del paese straniero che si stava per infiltrare e, se necessario, alcuni degli stessi membri che erano sospettati di essere agenti stranieri [...] Siamo stati concentrati rigorosamente a Cuba in quel particolare momento».
Il gruppo ha svolto un ruolo importante durante l'invasione della baia dei Porci. Le prime notizie che abbiamo di operazione 40 è una dichiarazione fatta da un mercenario di baia dei Porci che era il capo dei servizi segreti militari della brigata d'invasione e il cui nome era José Raúl Gonzalez de Varona, scrive Escalante. «Nella sua dichiarazione l'uomo ha detto quanto segue: circa il 7 marzo 1961, il signor Vicente Leon è arrivato presso la base di Guatemala alla testa di circa 53 uomini, dicendo che era stato inviato dal ufficio del signor Joaquin Sanjenis, capo dei servizi segreti civili, con una missione, ha detto si chiamava Operazione 40. Era un gruppo speciale che non aveva nulla a che fare con la brigata, e che sarebbe andato di retroguardia nelle città occupate. La sua missione principale sarebbe stata quella di prendere in consegna gli agenti delle agenzie di intelligence, controllare gli edifici pubblici, le banche, le industrie, e catturare i responsabili e dirigenti in tutte le città e interrogarli.» (che in gergo significava passarli per le armi).
Il 17 aprile 1961, Vicente Leon, con altri membri dell'Operazione 40, è sbarcato nella baia dei Porci con un cargo noleggiato dalla CIA ed è stato ucciso in azione. Carriles è stato accusato nel 2010 di immigrazione clandestina, richiesta dal Venezuela per il suo ruolo chiave nella realizzazione del 1976, dell'attacco terroristico al Volo Cubana 455, Orlando Bosch, fondatore del Coordinamento controrivoluzionario delle Organizzazioni Rivoluzionarie Unite, che ha organizzato l'assassinio in Cile, nel 1976, dell'ex ministro Orlando Letelier), Rafael Quintero, Virgilio Paz Romero, Pedro Luis Diaz Lanz, Bernard Barker, Porter Goss e Barry Seal.

## Membri
L'Operazione 40 ha lavorato a stretto contatto con diverse organizzazioni cubane anticastriste tra cui Alpha 66. Gli individui che componevano l'Operazione 40 erano stati selezionati a Miami, in Florida, da Jose Perdomo Sanjenis, ex capo della polizia durante la presidenza del cubano Carlos Prio. L'operazione 40 ebbe 86 dipendenti nel 1961, di cui 37 sono stati addestrati come agenti di spionaggio.
Tra questi: David Atlee Phillips, Frank Sturgis, Félix Rodríguez, Antonio Veciana, Luis Posada Carriles, Orlando Bosch, Rafael Quintero, Roland Masferrer, Eladio del Valle, Guillermo Novo, Carlos Bringuier, Eugenio Martinez "Musculito", Antonio Cuesta, Hermino Diaz Garcia, Juan Manuel Salvat, Ricardo Morales Navarrete, Isidro Borjas, Virgilio Paz Romero, José Dionisio Suárez, Felipe Rivero, Gaspar "Gasparito", Jimenez Escobedo, Nazario Sargent, Pedro Luis Diaz Lanz, José Basulto, Alvin Ross, Ricardo Morales Navarrete, Juan Manuel Salvat, Bernard Barker e Paulino Sierra.